# Bánkövi Gyula
Bánkövi Gyula Attila (Dunaújváros, 1966. július 22. –) magyar zeneszerző, zenei szerkesztő.

## Pályája
Tanára Kocsár Miklós, majd a Liszt Ferenc Zeneművészeti Főiskolán Bozay Attila volt.
A zeneszerzés szak elvégzése után posztgraduális képzésben zenei rendezést és szerkesztést tanult, szintén a Zeneakadémián. Ezután került a Magyar Rádió Bartók Főszerkesztőségébe, ahol kortárs és szimfonikus zenét, valamint speciális sorozatokat szerkeszt.
Az Artisjus Komolyzenei Szerzői Véleményező Bizottságának elnöke.

## A családja
Felesége: Sztankay Klára zongoraművész. Gyermekeik: Bánkövi Julianna (1993), Bánkövi Dorottya (1994), Bánkövi Bence (1996), Bánkövi Orsolya (2000).

## Emlékezetes siker
Ő szerzette – Molnár Pál felkérésére – a Balassi Bálint-emlékkard átadásakor hagyományos ősbemutató zenéjét 2015-ben. A Balass-sálom című művet kirobbanó sikerrel mutatták be 2015. február 14-én a budai Gellért szállóban megrendezett ceremónián. Alkotását a Törökbálinti Cantabile Kórus énekelte Vékey Mariann vezényletével. .

## Főbb művei
- 1987  Szólószonáta brácsára
- 1990  Hidrofónia (elektroakusztikus)
- 1990  Les Souvenirs de Pierrot  (tuba – zongora)
- 1992  Vihar és fa – vegyeskar Ady Endre verseire
- 1993  Emlékképek
- 1993  Struggle (Küzdelem) (ütőegyüttes)
- 1994  Hat rézmetszet (rézfúvóskvintett)
- 1995  Álom és valóság  (hegedű – zongora)
- 1996  Eszmélet – dalciklus Szabó Ferenc (jezsuita szerzetes) verseire (ének + kamaraegyüttes)
- 1997  A Lélek hangja – hangköltemény Zempléni töredékek nyomán (elektroakusztikus)
- 1998  A fák utolsó sóhajtásai (fuvola)
- 1999  Ezüstszárnyú lepkék (fuvola, gordonka, elektronika)
- 2000  Emlékvirágok  (blockflöte, csembaló)
- 2001  Miserere  (énekegyüttes)
- 2001  A Pokol kapuja – hangfreskó Auguste Rodin azonos című szobra nyomán (vonósnégyes és elektronika)
- 2002  Accordion concerto (harmonika és zenekar)
- 2002  Excamations  (két marimbára és vonószenekar)
- 2002  Sodrás (zongora és vonószenekar)
- 2002  Áttűnések  (harmonikatrió)
- 2003  Ave Maria  (vegyeskar)
- 2004  Lángrózsák  (klarinét, mélyhegedű és elektronika)
- 2004  Les Fleurs du vent – Szélvirágok (nagyzenekar)
- 2004  Orpheus – balettzene elektroakusztikára
- 2004  Lebegés (harmonika)
- 2010  Figurák a táblán (nagyzenekar)
- 2010  Vándorló terek – a végtelen felé (vonószenekar)
- 2010  4x4 (rézfúvós négyes)
- 2010  Painted by the Time (kamaraegyüttes és elektronika)

## Szenvedélyes amatőr sportoló
Tagja a Magyar Szenior Úszók Országos Szövetségének.
Eredményei:
- 2011. január – Fedettpályás Hosszútávúszó OB I. helyezése 3000 m-en
- 2012. február – Fedettpályás Rövidpályás Senior OB III. hely 200 m gyorson
- 2012. április – Fedettpályás Országos Senior Bajnokság – Kecskemét, 50 m gyors – VI. hely, 100 m gyors – V. hely, 200 m gyors – II. hely, 400 m gyors – II. hely, 800 m gyors – III. hely, 1500 m gyors – V. hely[3]

Kedvelt időtöltése még a futás, az evezés és a kerékpározás.

## Díjai
- Főiskolásként: a Hidrofónia c. elektroakusztikus kompozíciójával elnyeri a "Vízért” zeneszerzőverseny első díját, majd a Magyar Rádió zenei versenyének díját.
- 2003 Az 50. Tribune Internationale des Compositeurs seregszemlén II. helyezést ér el Accord(ion) concerto-jával.
- 2004 Erkel-díj
- Munkáját két ízben ismerték el Nívó-díjjal, valamint a kortárs zene népszerűsítéséért megkapta az Artisjus-díjat is.
- 2005 a Pannon Filharmonikusok és az NKÖM által meghirdetett kortárs zeneszerzői pályázaton II. díj Távoli ének c. művéért.
- 2007 Artisjus-díj: Az év zeneműve (A szél virágai).
- 2010 Lajtha-díj
- 2012  Bartók–Pásztory-díj

## Diszkográfia
- Szerzői lemez: Ezüstszárnyú lepkék, Miserere, Porte de l’enfer (A pokol kapuja), Eszmélet (Consciousness), Accord(ion) Concerto (P) 2005 Hungaroton
- Hangfelvételek a Magyar Rádió archívumában.